# Daniel Fernandez (rink hockey)
Pour les articles homonymes, voir Daniel Fernandez et Fernández.
Daniel Fernandez est un gardien argentin de rink hockey né le 10 juin 1980. Il a évolué durant quatre saisons à Coutras durant lesquelles il remporte deux titres.

## Parcours en club
Il joue durant quatre saisons dans le club de Coutras. Il rejoint le championnat argentin avant de revenir faire une saison en France à Cestas.

### Palmarès
Il est champion de France de Nationale 1 avec l'US Coutras en 2010 et 2011. 